# Acrochordonichthys septentrionalis
Acrochordonichthys septentrionalis és una espècie de peix de la família dels akísids i de l'ordre dels siluriformes.

## Morfologia
- Els mascles poden assolir els 10,1 cm de llargària total.
- Nombre de vèrtebres: 40.[2]

## Distribució geogràfica
Es troba al Sud-est asiàtic: Tailàndia i Malàisia.